# 보편종과 특수종

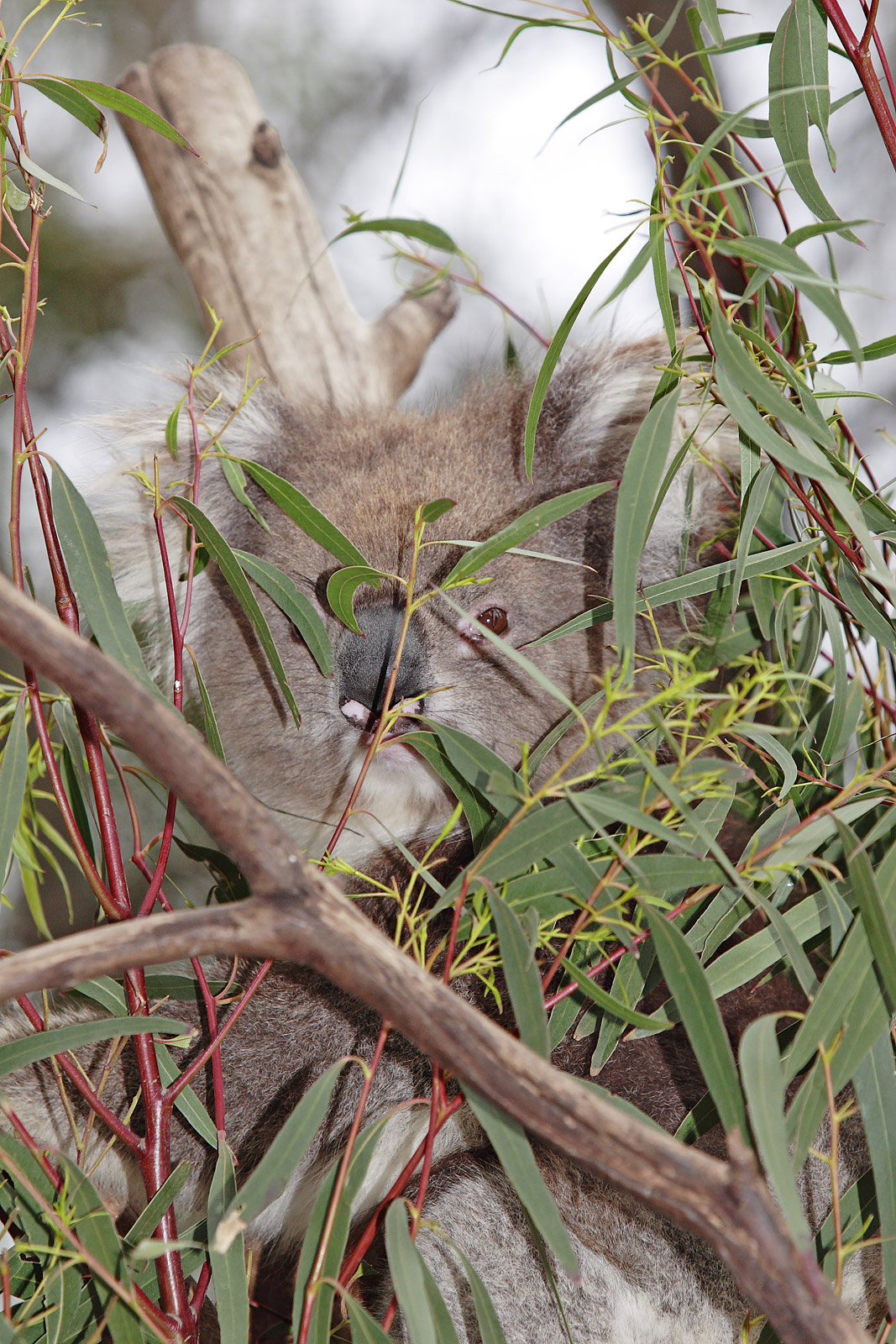
유칼립투스만을 먹는 코알라는 특수종으로 간주할 수 있다.

보편종(영어: generalist species)은 다양한 환경 조건에서 서식할 수 있고, 여러 천연 자원을 이용할 수 있는 종을 뜻한다(예를 들어, 다양한 식습관의 종속 영양 생물). 특수종(영어: specialist species) 이란 특정한 환경 조건에서 서식하거나 특정한 먹이만을 섭취하는 종을 의미한다. 대부분의 생물들은 이 두 분류로 정확하게 나뉘지 않는다. 일부 종은 고도의 특수종이며(가장 극단적인 경우는 단식성 동물이다)이고, 또 다른 종들은 조금 더 다양한 환경에서 서식 가능하다. 다시 말해, 특수종과 보편종 사이에는 매우 광범위한 스펙트럼이 존재한다.

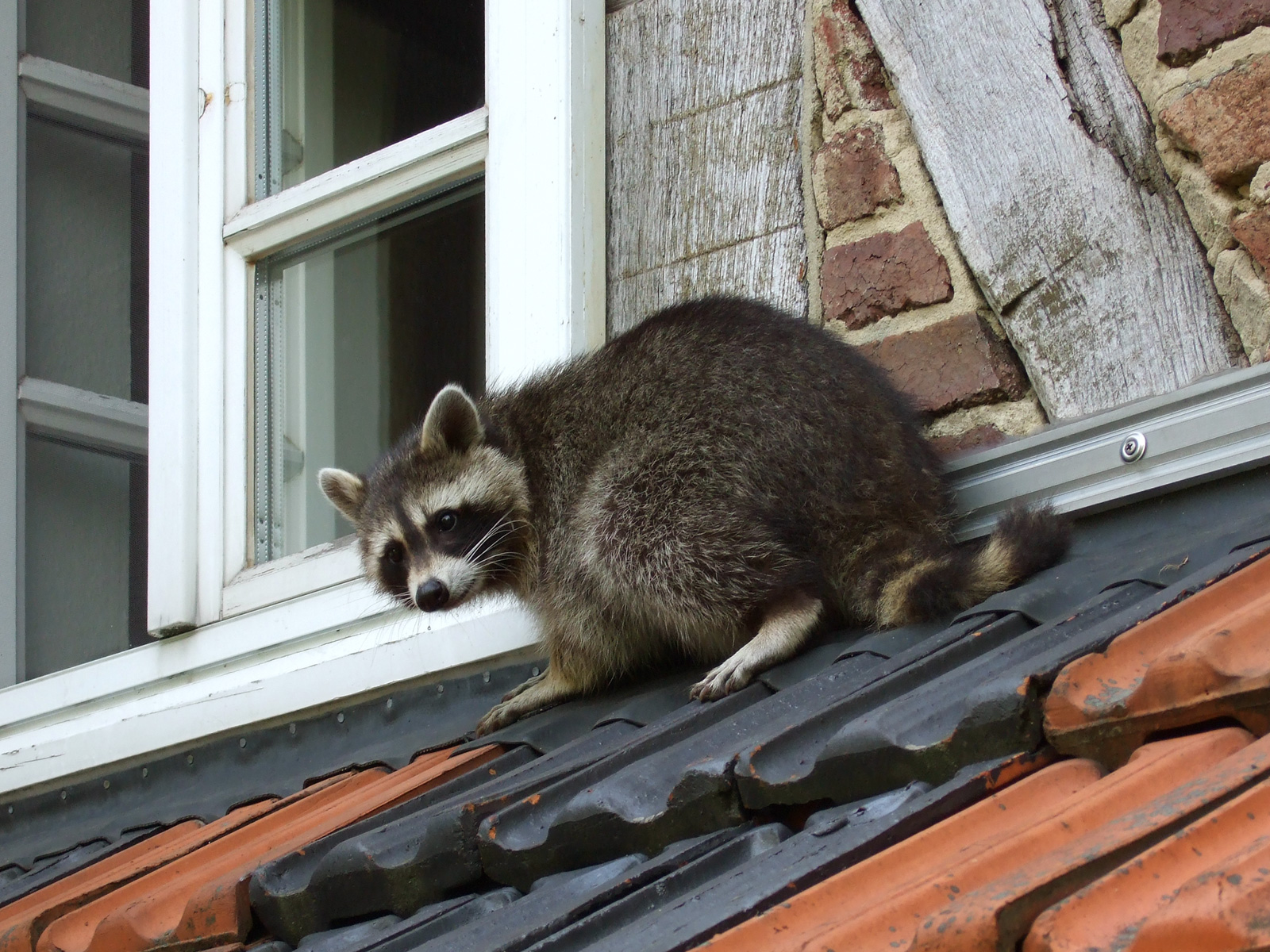
너구리 같은 보편종은 때때로 도시권 환경에 적응하기도 한다.

잡식성 동물은 보통 보편종에 속한다. 초식성 동물은 보통 특수종으로 분류되나, 다양한 식물을 먹이로 삼는 종은 보편종으로 분류 가능하다. 특수종으로 잘 알려진 동물로는 유칼립투스만을 먹이로 삼는 코알라가 해당된다. 너구리는 북미와 중앙아메리카의 매우 넓은 지역에 서식하고, 딸기, 곤충, 알, 작은 동물 등 매우 많은 먹이를 섭취하기 때문에 대표적인 보편종에 속한다. 단식성 생물은 거의 한 종의 먹이만을 섭취한다. 저어새도 서해 무인도의 땅바닥에 인적이 없는 데에만 둥지를 틀기 때문에 특수종으로 간주할 수 있다.
보편종과 특수종 사이의 구별은 동물에만 국한되지 않는다. 예를 들어, 일부 식물은 매우 제한된 토양과 강수 조건이 필요한 종도 있고, 넓은 조건에서 서식하는 식물도 있다. 선인장은 특수종으로 간주할 수 있다. 이 종은 위도가 너무 높거나 겨울, 많은 강수가 내릴 경우 죽기 때문이다.
식충목이나 과식목(Frugivore)은 엽식 동물같은 보편종보다 행동권이 더 넓다. 먹이가 부족하기 때문에 더욱 넓은 영역이 필요한 것이다. 예를 들어, 팀 클러튼브록 연구팀은 초식성 보편종인 콜로부스원숭이의 활동 영역이 약 15헥타르이다. 이에 반해, 특수종인 붉은콜로부스는 활동영역이 70헥타르에 달하는데, 이는 곳곳의 꽃과 과일을 찾기 위해 활동영역이 더 넓어야 하기 때문이다.
환경 조건이 변화하면 보편종은 적응이 가능하지만 특수종은 서식지를 바꾸어야 하기 때문에 멸종할 가능성이 더 높다. 예를 들어, 한 물고기 종이 멸종할 때 그 물고기에 기생하는 특수종 기생충은 동반멸종한다. 또한 한 종의 새가 멸종할 때 그 새한테 탁란하거나 잡아먹는 특수종 새는 같이 멸종한다.
한편, 고도의 생태 지위에 있는 특수종은 다른 종과의 경쟁에서 더 유리하다. 예를 들어, 공진화 중 하나인 물고기와 기생충의 진화적 군비경쟁의 경우 물고기는 지속적으로 기생충의 방어 시스템을 구축하고, 기생충은 방어에 대처하기 위해 적응하며 서로 진화하게 된다. 다른 조건이 안정적으로 유지되며 더 전문적인 종이 나올 때는 종분화를 향하는 경향을 보인다. 이는 생태지위 분할적(niche partitioning) 종의 탄생을 포함하여 생물 다양성이 증가하는 결과를 가져온다.

## 같이 보기
- 적합성 지형(Fitness landscape)
- 먹이 행동 목록